# Cuevas de Artá
Las cuevas de Artà son unas cuevas situadas en el municipio de Capdepera, en la costa este de la isla de Mallorca (España). Se formaron a raíz de algún tipo de movimiento sísmico que sufrieron las montañas donde están situadas y por la acción continua de las aguas subterráneas. Tienen una superficie de 450 metros.

## Situación
A un kilómetro del núcleo costero de Canyamel, en la zona del Cabo Rojo dentro del término municipal de Capdepera, encontramos las cuevas de s'Ermità, también llamadas cuevas de Artà por el hecho de que éstas pertenecieron a Artà hasta que, en el siglo XIX, Capdepera se constituyó en municipio independiente.

## Historia
Las cuevas, situadas a 150 metros de altura y rodeadas de montañas que se alzan sobre el mar, no fueron descubiertas hasta principios del siglo XIX, aunque han sido visitadas desde tiempos remotos y es muy probable que los primitivos habitantes de la isla, así como los diversos pueblos que posteriormente la habitaron ya las conocieran. Desde entonces, son muchos los personajes relevantes que las han visitado, como el poeta Costa i Llobera (1854-1922), que dedicó su obra a las cuevas; o el archiduque Luis Salvador (1847-1915), que describió de forma minuciosa en su obra Die Balearen su visita al lugar. Desde la época del archiduque Luis Salvador, en la que la visita se hacía con linternas de petróleo, las cuevas se han iluminado, lo que permite en la actualidad contemplar con un recorrido de menos de una hora todas las imponentes salas y las espectaculares estalactitas y estalagmitas, entre las que destaca la llamada Reina de las columnas.

## Galerías
Los distintos departamentos o dependencias que encontramos en la visita a las cuevas son:
- Vestíbulo o sala de entrada
- Sala de las columnas
- El Infierno
- El Teatro
- Sala de las banderas
- Sala de las columnas

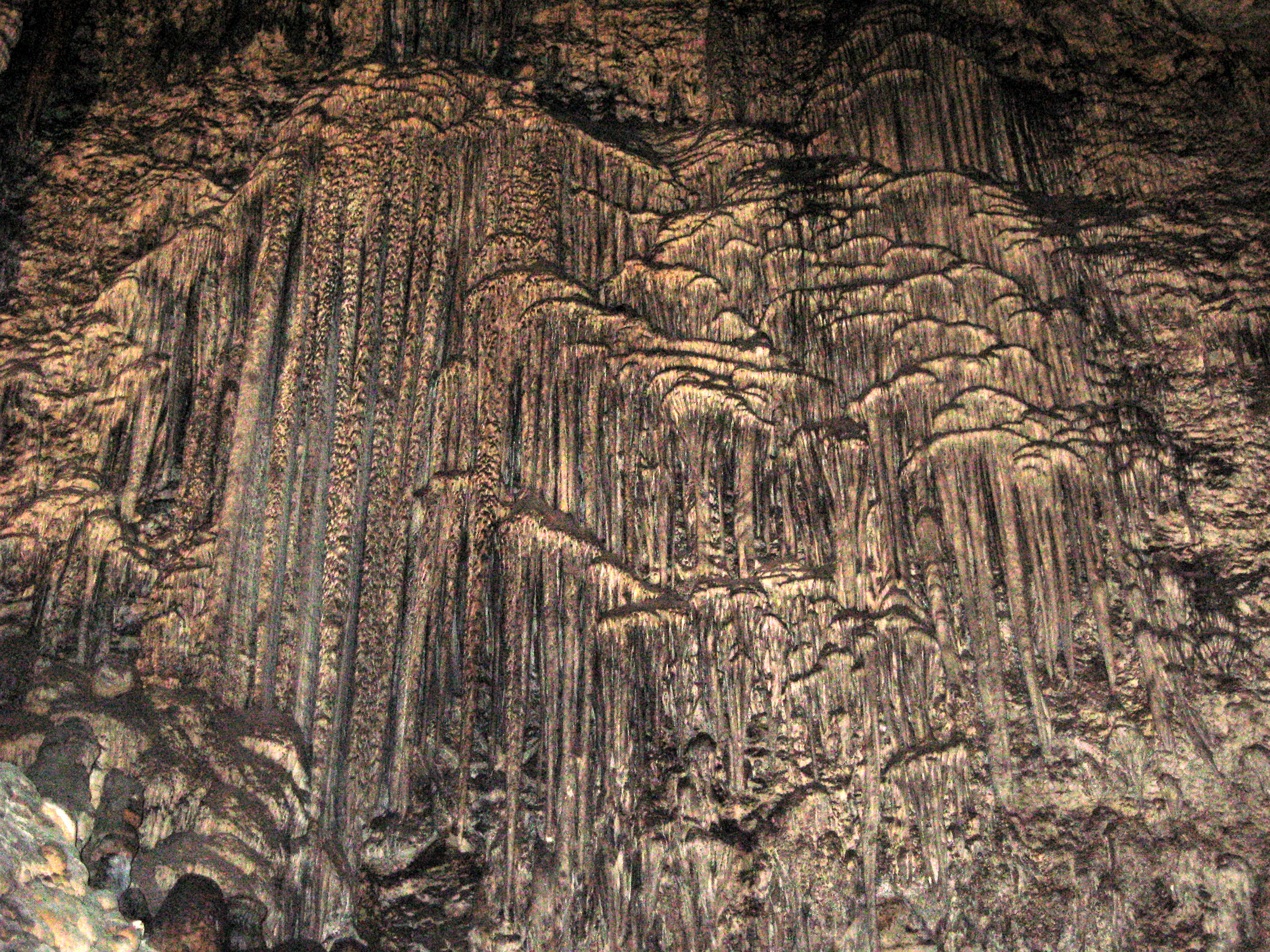
Interior de las cuevas
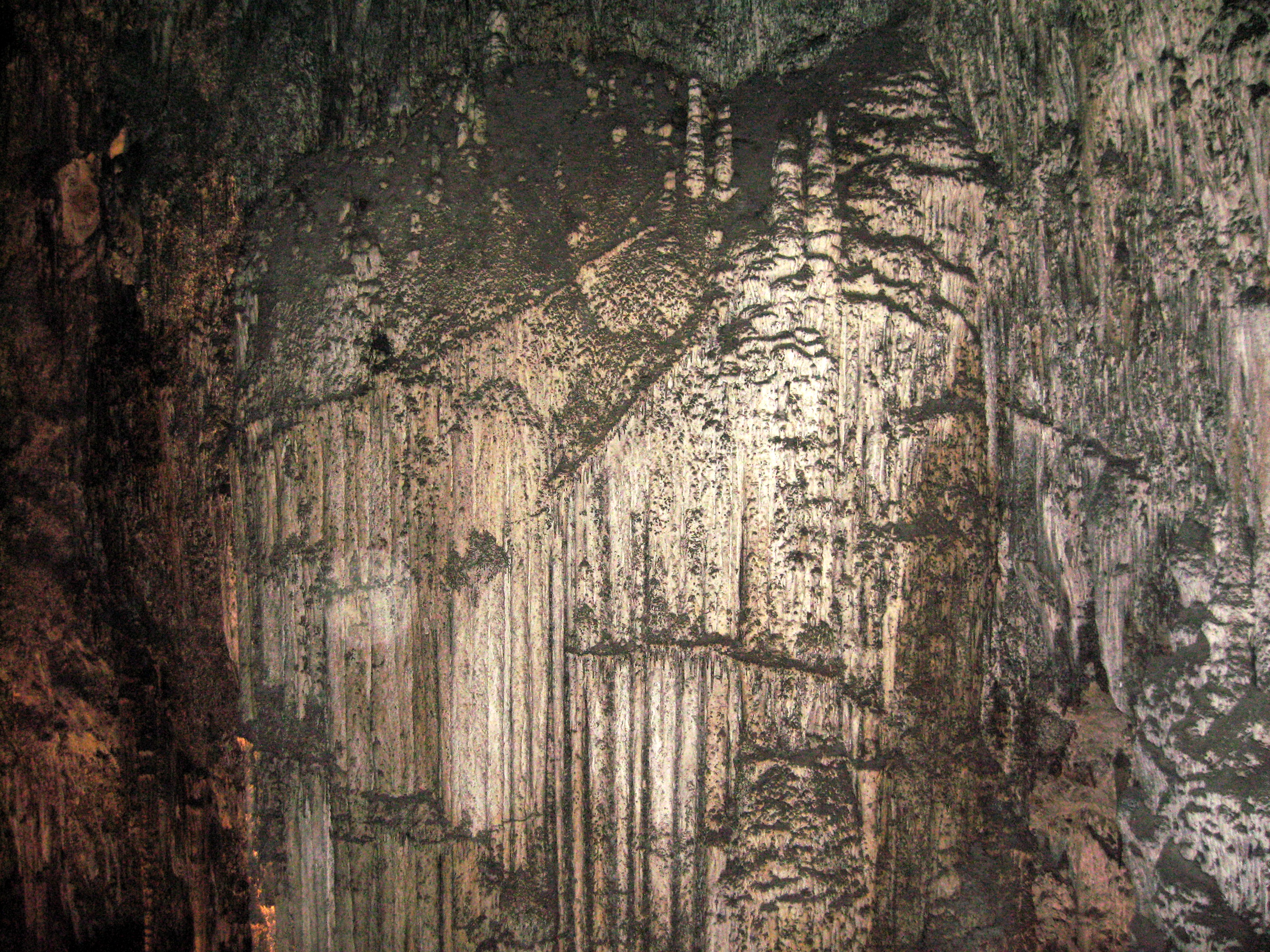
Formaciones
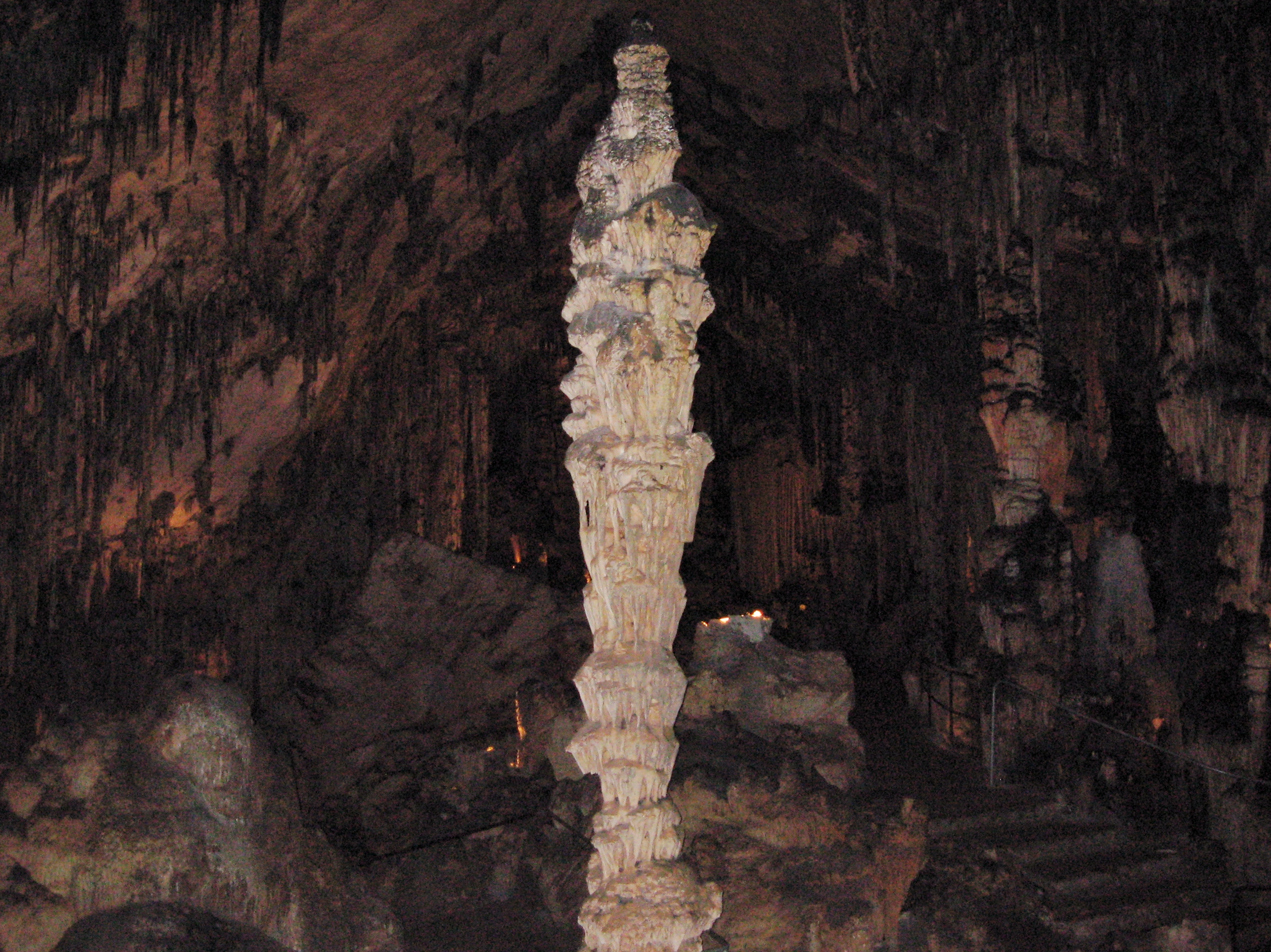
Columna